# Astyochia vaporaria
Astyochia vaporaria är en fjärilsart som beskrevs av Jacob Hübner 1825. Astyochia vaporaria ingår i släktet Astyochia och familjen mätare. Inga underarter finns listade i Catalogue of Life.